# Линцы
Линцы́ (укр. Лінці) — село в Среднянской поселковой общине Ужгородского района Закарпатской области Украины.
Население по переписи 2001 года составляло 784 человека. Почтовый индекс — 89450. Занимает площадь 0,9 км².